# Речное (озеро, Вологодская область)
Речное — пресноводное озеро на территории Девятинского сельского поселения Вытегорского района Вологодской области.

## Физико-географическая характеристика
Площадь озера — 0,4 км². Располагается на высоте 174 метров над уровнем моря.
Форма озера лопастная, продолговатая: оно более чем на один километр вытянуто с юго-запада на северо-восток. Берега каменисто-песчаные, местами заболоченные.
Через озеро течёт река Андома, впадающая в Онежское озеро.
Ближе к северному берегу озера расположен один небольшой остров без названия.
С севера к озеру подходит лесная дорога.
Населённые пункты вблизи водоёма отсутствуют.
Код объекта в государственном водном реестре — 01040100611102000019814.